# توماس ر. شاندلير
توماس ر. شاندلير (بالإنجليزية: Thomas R. Chandler)‏ هو سياسي أمريكي، ولد في 1954.